# Premio Ansari X

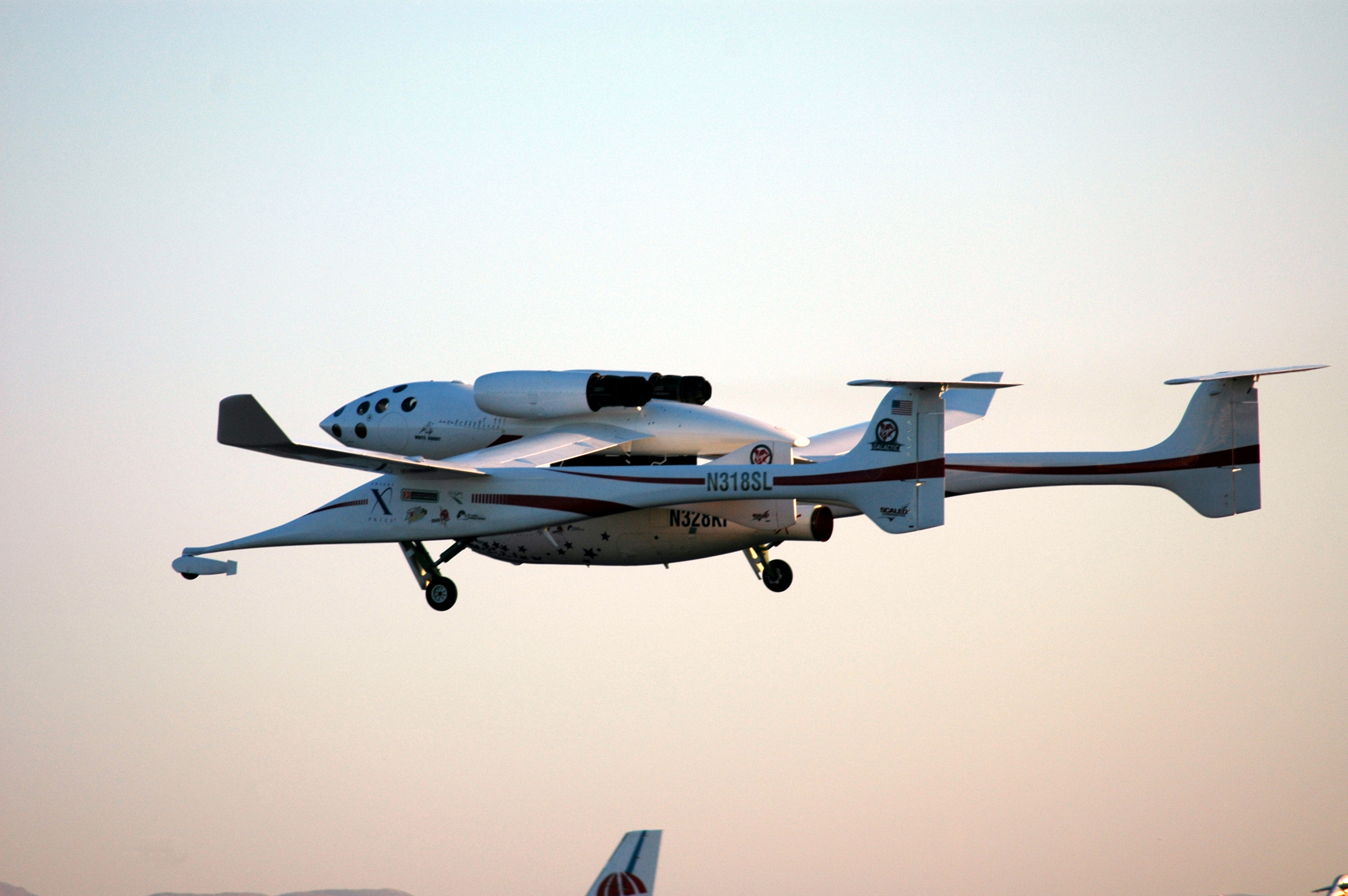
El SpaceShipOne y el White Knight ganaron el Ansari X Prize en octubre de 2004.

El Premio Ansari X (Ansari X Prize) es el galardón otorgado por la Fundación X Prize que consta de 10 millones de dólares y un trofeo. Tiene por objetivo animar la investigación para realizar vuelos turísticos al espacio, abriendo así esa nueva vía de negocio.

## Historia del premio
Inicialmente se denominó simplemente X Prize, pero en mayo de 2004 la millonaria Anousheh Ansari donó cinco millones hasta completar los diez de que constó, por lo que se añadió su nombre al premio.
Sigue la misma línea de los premios ofrecidos en la década de los años 20 para promocionar la aviación comercial, como el Premio Orteig a quien lograra cruzar en avión el Atlántico en un vuelo sin escalas. En esta ocasión el premio se estableció para permitir el turismo espacial, creando ingenios no sujetos a las normas de tecnología no transferible como lo están las cápsulas Soyuz, que no permiten la transferencia entre países y menos entre particulares o empresas.

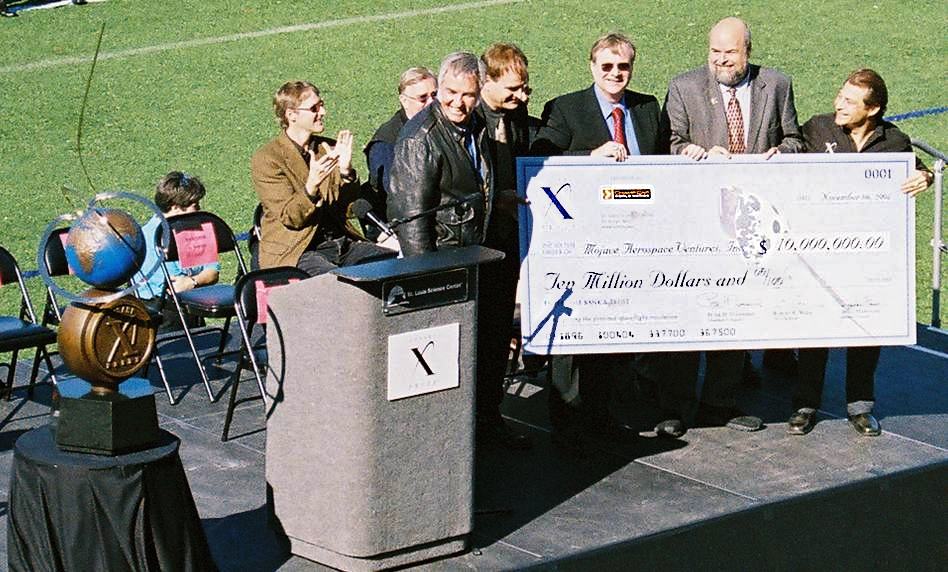
Entrega del premio.

El premio fue ganado el 4 de octubre de 2004, exactamente 47 años después del lanzamiento del Sputnik, por la empresa Mojave Aerospace Ventures con el proyecto «Tier One» (Grada uno), que utilizó la astronave experimental «SpaceShipOne».

## Las condiciones del concurso
Para poder obtener el trofeo y la cantidad en metálico la nave debería haber cumplido las siguientes condiciones:
- Transportar 3 personas o su equivalente en carga.
- Subir hasta 100 km o más.
- Aterrizar con seguridad.
- Repetir el viaje en dos semanas como máximo.